# WE.177

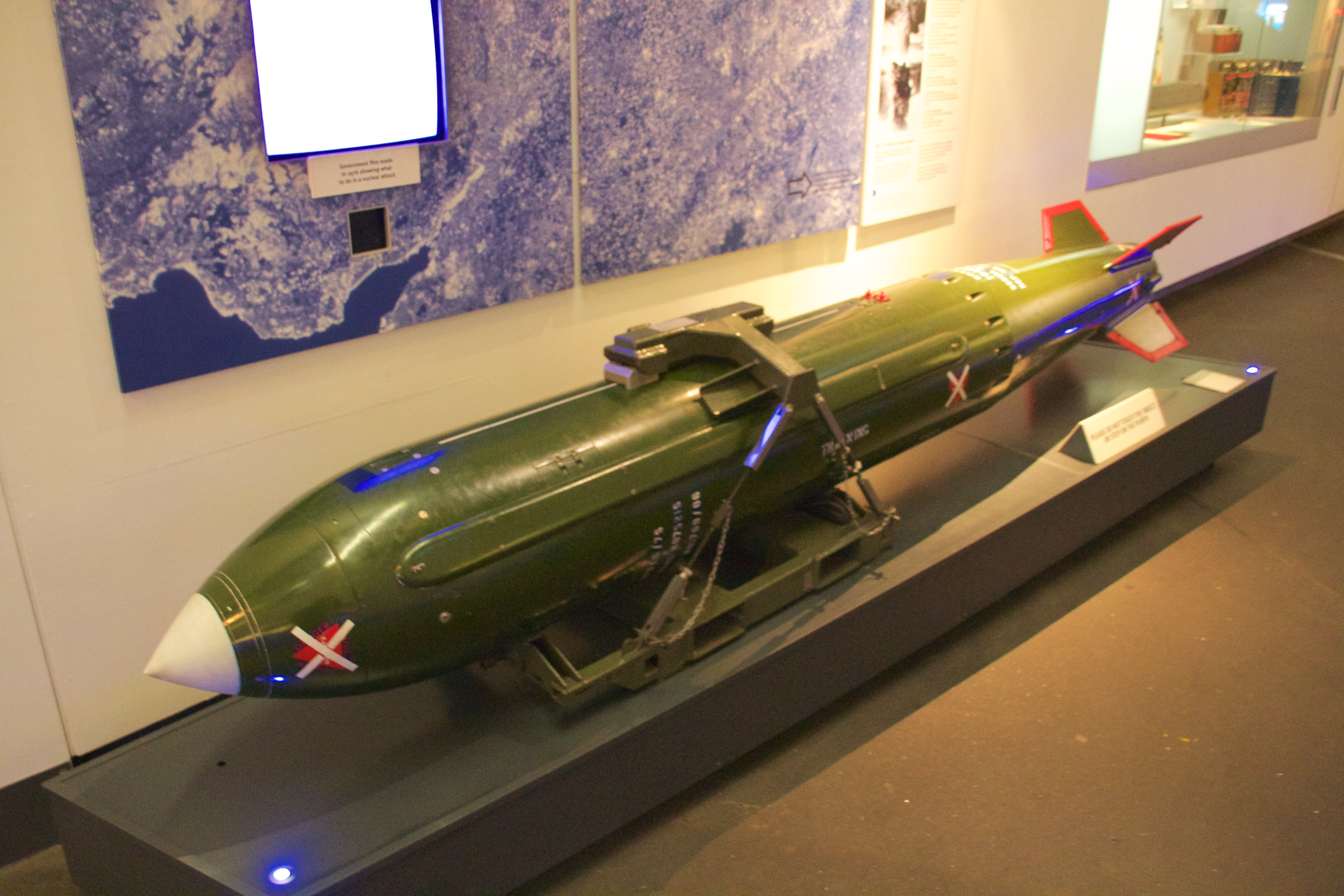

WE.177은 영국 공군의 항공기용 핵폭탄이다. 1970년대부터 1990년대까지 30년 동안 사용되었다.

## 역사
1972년 레드 스노우 핵폭탄은 WE.177 핵폭탄으로 대체되었다. 1969년 실전배치된 WE.177 핵폭탄은 영국 공군의 마지막 핵폭탄이며, 319발이 배치되었다가 1998년에 모두 퇴역했다. 레드 스노우와는 달리, 소형화에 성공했기 때문에, 대형 전략폭격기가 필요없고, 전투기에 장착이 가능했다.
- WE.177A, 무게 272 kg, 폭발력 TNT 10 kt, 자유낙하 증폭핵분열탄, 전술핵무기
- WE.177B, 무게 457 kg, 폭발력 TNT 450 kt, 자유낙하 수소폭탄, 전략핵무기
- WE.177C, 무게 457 kg, 폭발력 TNT 200 kt, 자유낙하 수소폭탄, 전략핵무기

레드 스노우가 1메가톤 폭발력에 무게 3톤인데 비해, WE177은 450 kt 폭발력에 450 kg으로 폭발력당 무게가 3배 가벼워졌다. 2017년 현재 미국 공군이 사용하는 B61 핵폭탄은 300 kt 폭발력에 300 kg, B83 핵폭탄은 1Mt 폭발력에 1톤으로, 미국과 핵폭탄 소형화 기술력이 동일하다고 평가된다.
1991년 소련이 멸망하여 냉전이 해체된 이후, 영국은 모든 영국 공군의 핵폭탄을 폐기하고, 오로지 영국 해군의 전략원잠만 사용하기로 핵군축을 단행했다. 2017년 현재 영국의 핵무기는 뱅가드급 잠수함 4척에 탑재된 SLBM이 전부이다. 8개 다탄두인 SLBM 16발을 탑재한 4척으로서 모두 수소폭탄 512발 분량이다.

## 항공기

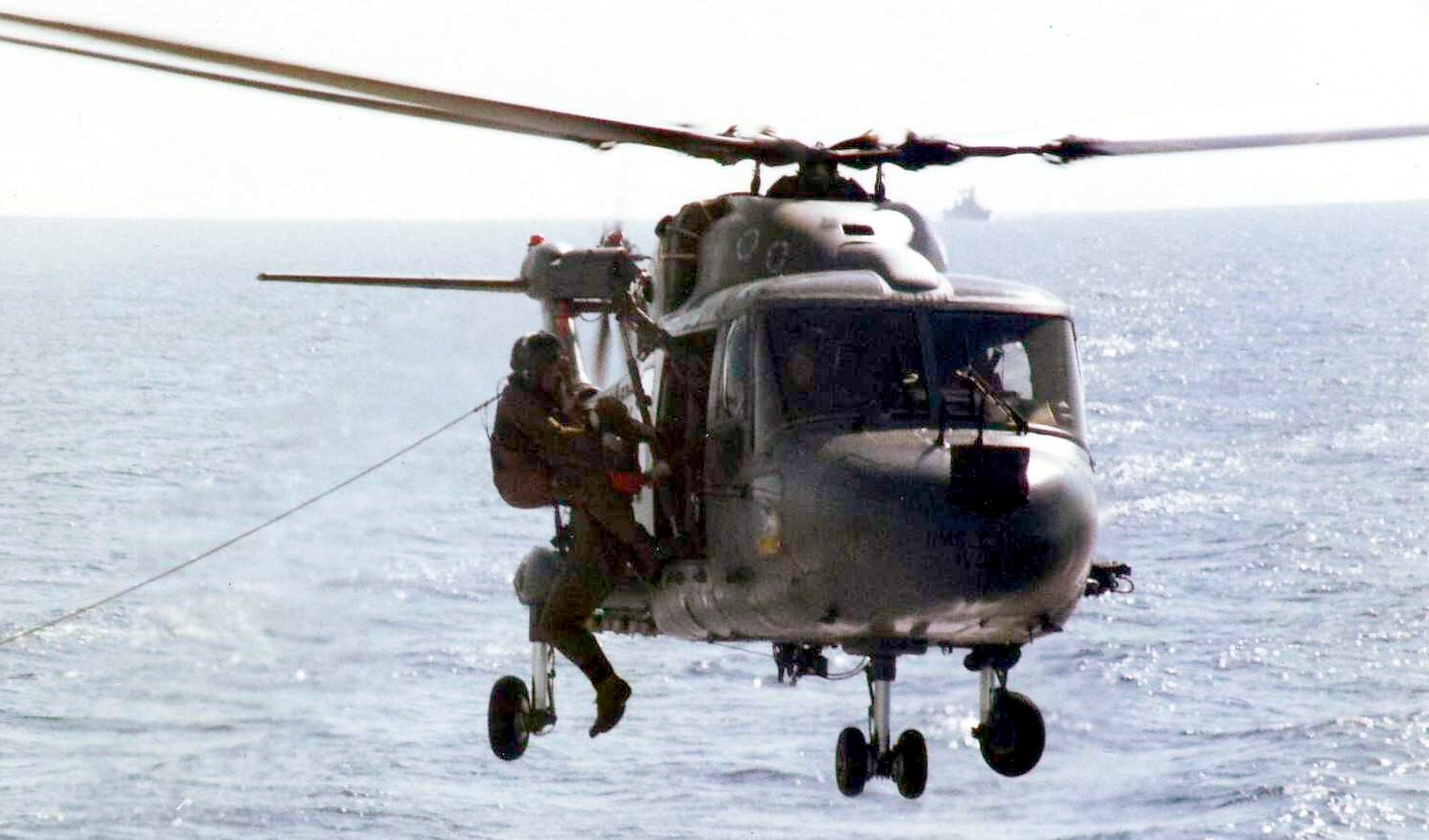
웨스트랜드 링스

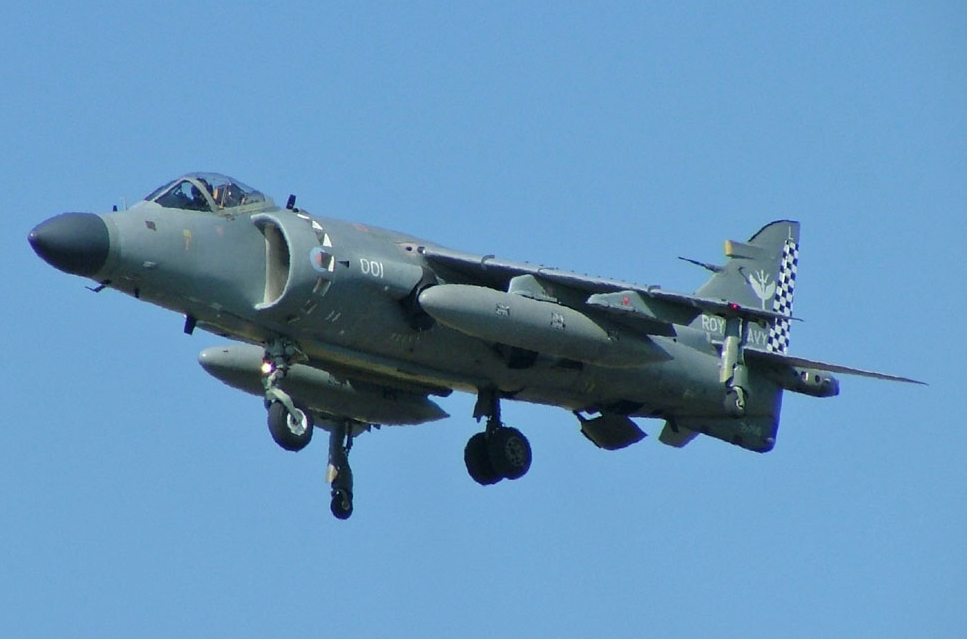
시 해리어

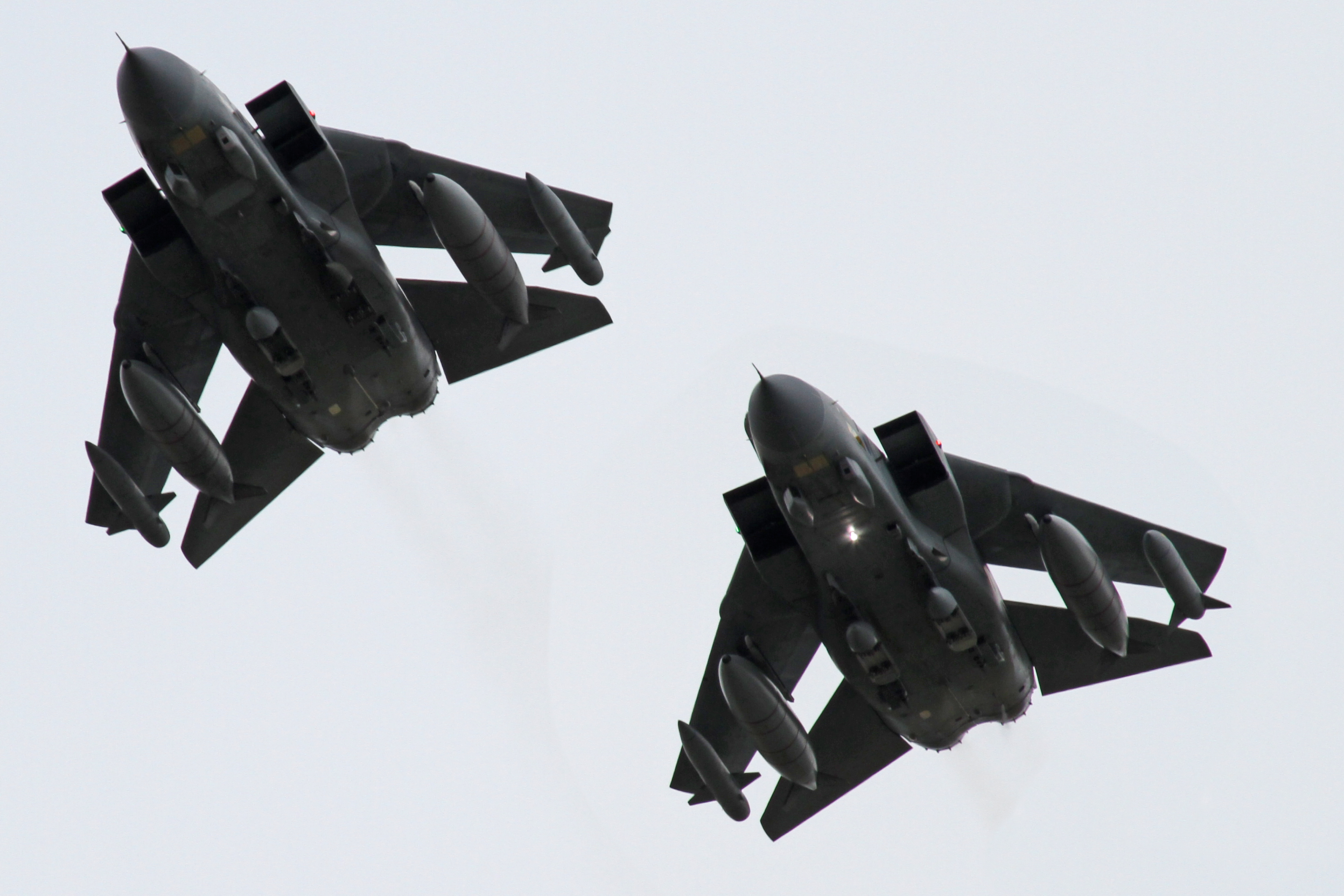
파나비어 토네이도

WE.177 핵폭탄은 영국 공군의 폭격기, 전투기, 헬기 등에 장착되어 사용되었다.
- 핸들리 페이지 빅터 Mk.2 전략폭격기, WE.177A/B
- 아브로 불칸 전략폭격기, WE.177A/B
- 빅커스 발리언트 Mks: B.1, P.R., K.1., P.R.K.1, WE.177A
- BAC TSR-2, WE.177A/B
- English Electric Canberra Mk.B.15 & B.16, WE.177A
- 블랙번 부캐니어 Mk.2, WE.177A
- 시 빅센 Mk.2, WE.177A
- Westland Wasp, WE.177A 핵폭뢰
- 웨스트랜드 링스 HAS.1, WE.177A 핵폭뢰
- Westland Wessex HAS.3, WE.177A 핵폭뢰
- Westland Wessex HUS, WE.177A 핵폭뢰
- 이카라 미사일, WE.177A 핵폭뢰
- 호커 시들리 P.1154, WE.177A
- 호커 시들리 P.1154, WE.177A
- 호커 시들리 님로드 해상초계기, WE.177A 핵폭뢰

이후에, 전투기에 WE.177 핵폭탄이 장착되었다:
- 블랙번 부캐니어 Mk.2 전투기 WE.177A/B/C
- 파나비어 토네이도 GR.1, GR.1A, GR.4, GR.4A 전투기, WE.177A/B/C
- SEPECAT 재규어 공격기, WE.177A
- BAe 시 해리어 FRS1 수직이착륙 전투기, WE.177A